# PENCK
PENCK（PEИCK・ぺんく）は、2005年2月18日に発売されたau ブランドを展開するKDDI／沖縄セルラー電話の携帯電話である。製造元は日立製作所で、製品型番はW31Hである。CDMA 1X WIN端末。

## 特徴
au design projectの第4弾の製品であり、角や突起がないオーバルフォルムが特徴である。端末のデザインや内蔵コンテンツはサイトウマコトが手がけている。基本的なスペックはW22Hと同等で着うたフルなどに対応する。

## 対応サービス
- EZ「着うたフル」
- EZ「着うた」
- EZナビウォーク
- EZアプリ (BREW)
- EZムービー(S/M/L/LL/QVGA)
- EZチャンネル
- 3Dサラウンドスピーカー
- バーコードリーダー(QRコード対応)

## フォントの無断使用問題について
当初、キートップフォントをサイトウマコトが手書きしたものと発表していた。ところが、ウェブデザイナーの足立裕司が、自身が「9031.com」に公表しているフォント「Major Kong」の無断使用であると指摘し、問題化した。問題発覚後、KDDIとサイトウマコトは無断使用の事実を認め、フォントの製作者に謝罪した。